# Баранов Василь Анатолійович
Василь Анатолійович Баранов (нар. 20 жовтня 1979, Ворошиловград) — український футболіст, півзахисник. По завершенні ігрової кар'єри — футбольний тренер. З 2024 року очолює «Кудрівку».

## Ігрова кар'єра
Вихованець СДЮШОР «Зорі» (Луганськ). Перший тренер — О. Д. Шакун.
Василь Баранов розпочав професіональну кар'єру у луганській «Зорі». У команді дебютував 11 травня 1996 в матчі проти кіровоградської «Зірки» (2:0).
У 1998 році виступав за «Слов'янець» (Конотоп). Всього за «Зорю» у 1996—2003 роках провів 105 матчів і забив 15 голів.
За кордоном грав з 2003 року по 2006 рік виступав за білоруський «Дніпро» з Могилева. У 2007 році грав за білоруський ФК «Сморгонь». Потім грав в Естонії за «Вапрус» (Пярну) у 2008 році.

## Тренерська кар'єра
2012 року став тренером юнацького складу (U-19) «Зорі», де провів десять років. У 2022 році Баранов перейшов до полтавської «Ворскли», де обійняв посаду головного тренера команди U-19. Під його керівництвом команда демонструвала стабільні результати, а сам Баранов увійшов до числа тренерів-гвардійців юнацьких чемпіонатів України, провівши 91 матч у якості головного тренера: 50 матчів з «Зорею» та 41 матч з «Ворсклою».
На початку 2024 року Баранов приєднався до тренерського штабу Романа Локтіонова у «Кудрівці», клубу з Чернігівської області, який виступав у Другій лізі України. Влітку того ж року його команда об'єдналась із «Нивою» (Бузова) і зайняла її місце у Першій лізі. У вересні 2024 року, після відставки Локтіонова, Баранов був призначений виконувачем обов'язків головного тренера. Клуб пішов на зимову перерву лідером Першої ліги в групі «Б» з 31 очком в активі та відривом у два очки перед найближчими конкурентами, тож у грудні 2024 року Баранова призначили повноцінним головним тренером. 1 червня 2025 року, обігравши у перехідних матчах «Ворсклу» (2:2 за сумою двох ігор, 4:3 по пенальті), Баранов вперше у історії вивів «Кудрівку» до УПЛ.